# Павел Журба
Павел Журба (настоящее имя Пантелеймон Терентьевич Скрипников; 11 августа 1895 — 12 мая 1976) — писатель, прозаик и журналист. Участник Великой Отечественной войны.

## Биография
Павел Журба родился в 1895 году в крестьянской семье. С 1915 по 1918 год служил рядовым в Измайловском полку. Принимал участие в Первой Мировой войне. Был участником Февральской и Октябрьской революций. Публиковался с 1924 года. В 1926 году окончил Ленинградский государственный университет. С 1930 по 1931 год заведовал редакцией журнала «Перелом». С 1936 по 1937 год работал в журнале «Вокруг света». В 1937 году стал членом ВКП(б). Когда началась Великая Отечественная война, ушёл добровольцем на фронт. Работал в редакции газеты «За Советскую родину». В 1943 году был демобилизован по инвалидности. В 1950-х годах был руководителем детской секции литературы ЛО ССП.
Павел Журба умер в 1976 году. Был похоронен на Комаровском кладбище.

## Произведения
- «Прошка» (1927);
- «Черный пар» (1928 и 1932);
- «У прощального кургана» (1930);
- «Первая радость» (1935);
- «Друзья» (1942);
- «Рядовой Александр Матросов» (1949);
- «Внуки бандуриста» (1965).

## Награды
- Орден Трудового Красного Знамени.